# 紀鏞
紀鏞（1447年—？），字大器，直隸鳳陽府頴州太和縣人，民籍，明朝政治人物。

## 生平
成化十六年（1480年）庚子科應天府鄉試第六十七名舉人。成化二十三年（1487年）中式丁未科會試第二百七十五名，三甲第一百一十二名進士。弘治元年閏正月授翰林院检讨，侍衡王朱祐楎讲读，五年十月授衡府右長史。

## 家族
曾祖紀仲延；祖父紀叔訥；父紀若思，母張氏。永感下。